# 全日空機鹿児島空港オーバーラン事故
全日空機鹿児島空港オーバーラン事故（ぜんにっくうきかごしまくうこうオーバーランじこ）は、1966年（昭和41年）に発生した航空事故。幸運が重なり軽微な損傷で済んだ。

## 事故の概略
1966年9月18日、全日空のフォッカーF27フレンドシップ双発ターボプロップ旅客機が板付飛行場（福岡空港）から午前7時55分に離陸し鹿児島へ飛行していた。同機は前日九州南部を襲っていた台風21号を避けるため待機しており、午前9時10分に出発する鹿児島発宮崎経由大阪行きの定期便に就航するため回送中であった。
同機は午前8時45分に旧鹿児島空港（鹿児島市郡元町、1972年に新空港が開港したため廃止）に着陸しようとしたが、当時は激しい雨が降っており、視界も9.6kmぐらいであった。回送便は1200m滑走路の真中600mに接地し停止しようとしたが止まりきれずオーバーランし滑走路を逸脱、滑走路の北側の50m先の海中に突っ込んでしまった。事故当時は干潮で水深2mぐらいであったため浮かんだようになったが、満潮時に機体の半分が水没し機体が破損した。回送便だったため乗客および客室乗務員は搭乗しておらず、機長（当時41歳）と副操縦士（当時26歳）のうち1名が軽傷であった。
この事故のため、鹿児島空港は午前11時まで閉鎖され上下9便が欠航した。また機体も夕方に大型クレーンで収容され格納庫に運ばれたが、機首が破損しただけであり修理後再就航できたという。

## 事故原因
フレンドシップの最小着陸滑走距離は570mであり、同機のように乗客がいない場合には400mぐらいで止まるはずであった。そのため、オーバーランしたのは滑走路が雨でぬれていたため制動が利かず、そのうえ残された滑走路も少なかったためであったといえる。